# Adua (sous-marin)
Le Adua est un sous-marin, navire de tête de la classe Adua (sous-classe de la Serie 600, en service dans la Regia Marina lancé au milieu des années 1930 et ayant servi pendant la Seconde Guerre mondiale.
Il est nommé d'après Adoua, une ville du nord de l'Éthiopie.

## Caractéristiques
Les sous-marins de la classe Adua sont des sous-marins de petite croisière à simple coque avec double fond central et bulges latéraux, pratiquement identiques à ceux de la série précédente Perla dont ils constituent une répétition. C'est la plus grande série de la classe 600 et donne de bons résultats au cours du conflit, bien que la vitesse de surface soit plutôt faible, les bateaux sont robustes et maniables. Il y a de petites différences dans le déplacement et les détails de construction entre les unités construites sur des sites différents.
Ils déplaçaient 697,25 tonnes en surface et 856,40 tonnes en immersion. Les sous-marins mesuraient 60,18 mètres de long, avaient une largeur de 6,45 mètres et un tirant d'eau de 4,7 mètres.
Pour la navigation de surface, les sous-marins étaient propulsés par deux moteurs diesel de 600 chevaux (447 kW), chacun entraînant un arbre d'hélice. En immersion, chaque hélice était entraînée par un moteur électrique de 400 chevaux-vapeur (298 kW). Ces moteurs électriques étaient alimentés par une batterie d'accumulateurs au plomb composée de 104 éléments. Ils pouvaient atteindre 14 nœuds (26 km/h) en surface et 7,5 nœuds (13,9 km/h) sous l'eau. En surface, la classe Adua avait une autonomie de 3 180 milles nautiques (5 890 km) à 10,5 noeuds (19,4 km/h), en immersion, elle avait une autonomie de 74 milles nautiques (137 km) à 4 noeuds (7,4 km/h)
Les sous-marins étaient armés de six tubes lance-torpilles internes de 53,3 cm, quatre à l'avant et deux à l'arrière. Une torpille de rechargement était transportée pour chaque tube, pour un total de douze. Ils étaient également armés d'un canon de pont de 100 mm OTO 100/47 pour le combat en surface. L'armement antiaérien léger consistait en une ou deux paires de mitrailleuses Breda Model 1931 de 13,2 mm

## Construction et mise en service
Le Adua est construit par le chantier naval Cantieri Riuniti dell'Adriatico (CRDA) de Monfalcone en Italie, et mis sur cale le 1er février 1936. Il est lancé le 13 septembre 1936 et est achevé et mis en service le 14 novembre 1936. Il est commissionné le même jour dans la Regia Marina.

## Historique
Une fois en service, l’Adua est stationné à Naples, au sein du XXIIIe escadron de sous-marins.
Au printemps 1937, il effectue un voyage d'entraînement dans le bassin oriental de la Méditerranée, puis il est déployé en formation.
En 1939, il est transféré à Cagliari, au sein du 71e Escadron de sous-marins (VIIe groupe),
Le 10 juin 1940, lorsque l'Italie entre dans la Seconde Guerre mondiale, l’Adua est déjà en mer, au sud de la côte sarde (entre le cap Teulada et l'île de La Galite), sous le commandement du lieutenant de vaisseau (tenente di vascello) Giuseppe Roselli Lorenzini. Le 13 juin, il se rend dans les eaux des Baléares (entre Ibiza et Majorque), puis dans le golfe du Lion, à une quinzaine de milles nautiques (27 km) à l'est du cap de Creus. Le 17 juin 1940, de nuit, il aperçoit un destroyer, mais ne peut se résoudre à l'attaquer. Le lendemain matin, après avoir aperçu un convoi français (cinq marchands et deux unités d'escorte) sur la route Marseille-Toulon, et n'ayant pas pu l'approcher précisément à cause de l'escorte, il attaque le plus gros transport (un transport de troupes) en lançant une seule torpille à 1 800 mètres, en l'entendant s'exploser,, mais il n'y a pas de confirmation de dommages.
Par la suite, le capitaine de corvette Luigi Riccardi prend le commandement du sous-marin.
Du 22 octobre 1940 au 12 mars 1941, l’Adua est affecté à la formation des cadets de l'École de sous-marins de Pula, pour laquelle il a effectué 46 missions d'entraînement. Pendant cette période, les lieutenants de vaisseau Carlo Todaro  et Mario Resio assurent à tour de rôle le commandement de l'unité,
De retour sous le commandement de Riccardi, le sous-marin est transféré à Tarente à la mi-mars 1941.
De mars à mai, l’'Adua est employé dans le golfe de Tarente et le long de la côte grecque, effectuant trois missions infructueuses :
- en mars, à une quarantaine de milles marins (75 km) à l'ouest de Santa Maura (îles Ioniennes), puis dans le golfe de Tarente[6];
- en avril, au sud du Cap Krio et dans le canal de Anticythère[6];
- en mai, entre Alexandrie et le canal de Kassos dans un premier temps, puis au sud de la Crète[6].

Le 10 mai, il prend sa base à Leros.
Le 3 juin 1941, il arraisonne — près du cap Littinos, dans la baie de Messarie — un paquebot transportant de l'essence et 72 militaires britanniques (8 officiers et 64 sous-officiers et soldats), fuyant la Crète — dont l'occupation par les troupes allemandes venait de s'achever — vers l'Égypte: l’Adua fait prisonnier les huit officiers et force le bateau à retourner sur l'île, permettant la capture des soldats,,.
Le sous-marin est ensuite soumis à une période de maintenance de trois mois à l'arsenal de Tarente.
Vers la mi-septembre, il opère dans les eaux de Minorque, pour revenir à la base de Cagliari le 16.
Le 23 septembre, le sous-marin quitte Cagliari pour se mettre en embuscade (il devait former un barrage avec trois autres sous-marins) sur la route d'un convoi britannique vers Malte (opération « Halberd »); plus précisément, il se positionne, le 26 septembre, près du cap Palos (au nord de la ville espagnole de Carthagène),,.
Le convoi britannique passe inaperçu et parvient à Malte ; des sous-marins, dont l’Adua, ont aperçu et attaqué des navires britanniques sur le chemin du retour. Le 30 septembre, à 3h50 du matin, il aperçoit un groupe de onze destroyers britanniques et les attaque avec une salve de quatre torpilles, les rate (bien qu'une explosion ait été entendue) et s'éloigne vers le nord,,. Peu de temps après — à 5 h 25 — l’Adua lance le signal de découverte (informant Maricosom, le commandement du sous-marin, de la position des navires britanniques, ainsi que de l'attaque) et a ensuite disparu.
On apprend plus tard que le sous-marin a été repéré par deux des destroyers attaqués, le HMS Gurkha (G63) et le HMS Legion (G74) (c'est peut-être la communication radio avec la base qui a permis aux navires britanniques de le trouver), qui, après l'avoir détecté avec l'ASDIC, ont commencé à le bombarder avec des grenades sous-marines. À 10 h 30, touché, l’Aduaa coulé avec tout l'équipage à la position géographique de 37° 10′ N, 0° 56′ E ou 36° 50′ N, 0° 56′ E,,,.
Le commandant Riccardi, quatre autres officiers, 27 sous-officiers et 15 marins ont disparu avec le sous-marin,.
Le sous-marin avait effectué huit missions offensives-exploratoires et 16 missions de transfert, pour un total de 8 146 milles marins (15 086 km) de navigation de surface et 1 504 milles marins (2 785 km) sous l'eau, plus 46 missions d'entraînement (dont la distance n'est pas précisée).